# Лимбургский дом
Лимбургский дом (фр. Maison de Limbourg) — аристократический род, представители которого были графами (а позже герцогами) Лимбурга, Нижней Лотарингии, а также графами Люксембурга, Намюра и Берга.
Ветвью этого рода была династия Люксембургов, занимавшая трон Священной Римской империи.

## История
Родоначальником дома был Валеран (Вальрам) I, 1-й граф Лимбурга с 1065 года. Точное его происхождение не известно, однако по косвенным источникам предполагается, что он мог быть сыном Вальрама I, графа Арлона, и Адельгейды Лотарингской, дочери герцога Верхней Лотарингии Тьерри (Дитриха) I. Также у Вальерана был брат Фульк, с которым он совместно управлял графством Арлон.
После смерти своего вероятного отца, Вальрам совместно с братом Фульком унаследовал графство Арлон. Позже, благодаря браку с дочерью герцога Нижней Лотарингии Фридриха II Люксембургского, Вальрам унаследовал графство Ленгау, ставшее ядром графства Лимбург. Однако в акте монастыря Св. Альберта в Ахене, датируемом 1061 годом, с титулом «граф Лимбурга» упоминается граф Удо (лат. Comes Udo de Lemborch), который называется наследником Фридриха. Этому сообщению противоречит «Хроника» Альберика де Труа-Фонтена, который указывает, что графство Лимбург (лат. castrum de Lemborch) было создано Вальрамом. Для объяснения этого историк Эрнст, написавший XIX веке «Историю Лимбурга», после детального обзора источников выдвинул версию, по которой граф Удо и граф Вальрам — одно и то же лицо. Однако существуют и другие гипотезы о происхождении Удо, по которым он был либо неназванным в других источниках сыном герцога Фридриха, либо мужем неназванной старшей дочери Фридриха.
О правлении Вальрама известно очень мало. Согласно Альберику де Труа, именно Вальрам построил (или укрепил) замок Лимбург, давший название графству. После смерти около 1078 года брата Фулька Вальрам стал единовластным правителем графства Арлон. Умер Вальрам незадолго до 1082 года.
Вальраму наследовал Генрих I (ум. 1119). По традиционной генеалогии он считается сыном Валерана, но по другой версии, приведённой в Europäische Stammtafeln, Генрих был не сыном, а зятем Вальрама, мужем его дочери. По этой версии Вальрам и Удо были разными лицами, причем Генрих показан сыном Удо. Генрих I вступил в борьбу за титул герцога Нижней Лотарингии. В это самое время шла борьба между императором Генрихом IV и его сыном, будущим императором Генрихом V, за власть в Священной Римской империи. В итоге Генрих I Лимбургский встал на сторону императора Генриха IV. Когда тот умер в 1106 году, Генрих V атаковал владения сторонников отца. Лимбург был взят, и Генрих I Лимбургский был заключён в тюрьму, однако ему удалось бежать, после чего он снова вступил в борьбу за герцогство Нижняя Лотарингия, но успехов не добился. В итоге ему пришлось пойти на мировую с Генрихом V и Готфридом Лувенским. По условиям договора он стал именоваться герцогом Лимбургским, однако его потомки до 1191 года спорили с графами Лувена за титул герцога Нижней Лотарингии.
При потомках Генриха I род разделился на несколько ветвей.

### Бергская ветвь
Один из потомков Генриха I, герцог Генрих IV (1195—1247), женился на Ирменгарде, дочери графа Берга Адольфа III (V), благодаря чему унаследовал графство Берг. Их старший сын Адольф IV (VI) (1220—1259), получивший при разделе отцовских владений графство Берг, стал родоначальником Бергской линии. По мужской линии она угасла после смерти графа Адольфа VI (VIII) в 1348 году. Его владения унаследовали потомки сестры, Маргариты Бергской (ум. после 1383).
Младший же сын герцога Генриха IV, Валеран IV (ум. 1279), получил при разделе отцовских владений Лимбург. Он оставил только одну дочь, Ирменгарду (ум. 1283), смерть которой вызвала войну за Лимбургское наследство, в результате которой Лимбург вошёл в состав герцогства Брабант.

### Люксембургская ветвь
Герцог Валеран III посредством брака с Эрмезиндой I Люксембургской присоединил к своим владениям графство Люксембург. От его сына от Эрмезинды, Генриха V Белокурого, пошла Люксембургская ветвь, больше известная как Люксембургская династия императоров Священной Римской империи.

### Ветвь сеньоров де Фожемон
Родоначальником её был Вальрам I (ум. 1242), младший сын герцога Валерана III от первого брака, унаследовавший сеньорию Фожемон. Ветвь угасла в 1266 году после смерти его сына, Валерана II

### Ветвь сеньоров Вассенберга
Родоначальником её стал младший брат герцога Валерана III, Герхард I (ум. 1225), унаследовавший сеньорию Вассемберг. Ветвь угасла в середине XIII века.

### Ветвь сеньоров Мархейма
Родоначальником её был Конрад I фон Мархейм, который возможно был сыном графа Валерана I Лимбургского. Ветвь угасла в начале XIII века.

## Генеалогия
- Валеран (Вальрам) I (ум. 1082), граф Арлона с 1052, граф Лимбурга с 1065; жена: Юдит Люксембургская, дочь Фридриха II Люксембургского, герцога Нижней Лотарингии
  -  Генрих I (1059—1119), граф Арлона и Лимбурга с 1081, герцог Нижней Лотарингии (Генрих II) 1101—1106, герцог Лимбурга с 1106; жена: Аделаида фон Боденштейн
    -  Валеран (Вальрам) II (1085—1139), герцог Лимбурга с 1119, герцог Нижней Лотарингии 1125—1138; жена: Юдит Гельдернская
      - Генрих II (1111—1170), герцог Лимбурга с 1139; жена: Лауретта Фландрская
        - Генрих III (1140—1170), герцог Лимбурга с 1170; жена: София фон Саарбрюкен
          - Валеран III (1170—1226), герцог Лимбурга с 1221, граф Люксембурга с 1214; 1-я жена: Кунигунда Лотарингская; 2-я жена: Эрмезинда I (1186—1247), графиня Люксембурга с 1197
            - (от 1-го брака) Генрих IV (1195—1247), герцог Лимбурга с 1226, граф Берга с 1226; жена: Ирменгарда Бергская
              - Адольф IV (VI) (1220—1259), граф Берга с 1247; жена: Маргарита фон Гохштаден (ум. 1314) 
                - Адольф V (VII) (ум. 1296), граф Берга с 1259; жена: Елизавета Гелдернская (ум. 1313) 
                - Вильгельм I (ум. 1308), граф Берга с 1296; жена: Ирменгарда Клевская (ум. 1319)
                -  Генрих Бергский, граф фон Винтек; жена: Агнес де ла Марк
                  - Адольф VI (VIII) (ум. 1348), граф Берга с 1308; жена: Агнес Клевская
                  -  Маргарита (ум. после 1383), наследница Берга; муж: Оттон (ум. 1328), граф фон Равенсберг

              -  Валеран IV (ум. 1279), герцог Лимбурга с 1247; 1-я жена: Юдит Клевская; 2-я жена: Кунигунда Бранденбургская
                -  Ирменгарда (ум. 1283), герцогиня Лимбурга с 1279; муж: Рено I (1255—1326), герцог Гелдерна и Цютфена с 1271, герцог Лимбурга 1279—1283 

            - (от 1-го брака) Вальрам I (ум. 1242), сеньор де Фожемон
              -  Вальрам II (ум. 1266), сеньор де Фожемон

            - (от 2-го брака) Генрих V Белокурый (1216—1271), граф Люксембурга и Лароша с 1247, Арлона с 1256, Намюра 1256—1264, сеньор де Линьи с 1240
              -  Люксембурги

            - (от 2-го брака) Екатерина Лимбургская (1215—1255); муж: Матье II (ум. 1251), герцог Лотарингии с 1221
            -  (от 2-го брака) Жерар (Герхард) (ум. 1276), граф Дарбюи

          -  Герхард I (ум. 1225), сеньор Вассемберга
            -  Герхард II (ум. 1255), сеньор Вассемберга

        -  Маргарита (1138—1172); муж: Готфрид III Смелый, граф Лувена

      - Герхард, сеньор Вассемберга
      -  Валеран IV, граф Арлона